# Icon for Hire
Icon for Hire – amerykański zespół rockowy z Decatur (Illinois) w USA. Utworzony w 2007 roku. Zespół składa się z wokalistki Ariel, gitarzysty Shawna Jumpa, basisty Josha Kincheloe i perkusisty Adama Kronshagena. Wydali samodzielnie dwie EPki (Icon for Hire EP w 2008 i The Grey EP w 2009 roku), jeszcze przed dołączeniem do Tooth & Nail Records. W 2011 roku ukazał się ich debiutancki album, Scripted. 15 października 2013 roku ukazała się ich druga płyta "Icon For Hire".

## Dyskografia
| Scripted                                | - Data: 23 sierpnia 2011 - Wydawca: Tooth & Nail Records     | 95 |
| Icon for Hire                           | - Data: 15 października 2013 - Wydawca: Tooth & Nail Records | 66 |
| You Can't Kill Us                       | - Data: 25 listopada 2016 - Wydawca: wydanie własne          | –  |
| „–” oznacza, że album nie był notowany. |                                                              |    |